# Quasillina translucida
Quasillina translucida är en svampdjursart som beskrevs av Desqueyroux-Faúndez och van Soest 1997. Quasillina translucida ingår i släktet Quasillina och familjen Polymastiidae.
Artens utbredningsområde är havet kring Galapagosöarna. Inga underarter finns listade i Catalogue of Life.